# 上笙一郎
上 笙一郎（かみ しょういちろう、1933年2月16日 - 2015年1月29日）は、日本の児童文化研究家。本名は山崎 健寿（けんじゅ）。妻は、女性史研究家の山崎朋子。共著で『日本の幼稚園──幼児教育の歴史』（ちくま学芸文庫）がある。

## 来歴
埼玉県飯能市生まれ。1945年、文化学院卒。売文業をしながら児童文学、女性問題を研究し、青地晨に師事する。1959年、山崎朋子と結婚、共著『日本の幼稚園』で1966年、毎日出版文化賞受賞、1981年、共著『光ほのかなれども』で日本保育学会保育学文献賞、1990年、『日本児童史の開拓』で日本児童文学学会特別賞、2006年、『日本童謡事典』で日本童謡賞、三越左千夫少年詩賞特別賞受賞。その他、児童文学作品、児童文化評論、編纂など多数。
2015年1月29日、脳内出血のため死去。享年81歳。

## 著書
- 『童謡のふるさと』理論社1962 . NCID BA45852109
- 『日本の恋唄』三一新書 1964 . NCID BA33916066
- 『未明童話の本質「赤い蝋燭と人魚」の研究』勁草書房 1966 . NCID BN14423507
- 『ライト兄弟』(子ども伝記全集) 国土社1968.ISBN 978-4337120181
- 『テレビと幼児』明治図書出版 1969 . NCID BN03244834
- 『偉人を育てた母と教師』 明治図書出版 1970.ISBN 978-4189866275
- 『児童文学概論』東京堂出版 1970 . NCID BN03907658
- 『偉人を育てた人びと』第三文明社 1971 . NCID BA6290529X
- 『ワシントン』 小峰書店 1972 (幼年伝記ものがたり)ISBN 978-4338020237
- 『失われたこころ 民俗の心の文化』 文化実業社 1972 . NCID BA47235715
- 『日本のわらべ唄 民族の幼なごころ』 三省堂1972 . NCID BN04057297
- 『満蒙開拓青少年義勇軍』中公新書 1973.ISBN 978-4121003157
- 『聞き書・日本児童出版美術史』太平出版社 1974 . NCID BN0631780X
- 『日本の児童文化』国土社 1976 . NCID BN02938849
- 『日本児童文学の思想』国土社　1976 . NCID BN00966887
- 『児童出版美術の散歩道』 理論社 1980.ISBN 978-4652051115
- 『児童文学の散歩道』理論社 1980 . NCID BN05251284
- 『児童文化書々游々』出版ニュース社 1988.ISBN 978-4785200381
- 『与謝野晶子の児童文学』 関西児童文化史研究会 1988.ISBN 978-4394902546
- 『日本児童史の開拓』小峰書店 1989.ISBN 978-4338081030
- 『日本子育て物語 育児の社会史』筑摩書房 1991.ISBN 978-4480855640
- 『もういくつねるとお正月-滝廉太郎と東クメ』岩崎書店 1993. ISBN 978-4265054176
- 『日本の童画家たち』くもん出版 1994 のち平凡社ライブラリー ISBN 978-4582765830
- 『児童文化史の森』大空社 1994.ISBN 978-4872369243
- 『近代以前の児童出版美術』久山社 1995.ISBN 978-4906563661
- 『<子どもの権利>思想のあゆみ』 久山社 1996. (日本<子どもの権利>叢書 別巻)ISBN 978-4906563180
- 『文化学院児童文学史稿 』社会思想社 2000.ISBN 978-4390604352
- 『子育てこころと知恵 今とむかし』 赤ちゃんとママ社 2000.ISBN 9784870140240
- 『日本児童文学研究史』港の人 2004.ISBN 978-4896291322
- 『日本児童文学学会四十年史〈港の人児童文化研究叢書2〉』港の人 2007〉.ISBN 978-4896291797

## 共著・編著
- 山崎朋子『日本の幼稚園』理論社 1965 . NCID BN09013481
- 加太こうじ共編『児童文学への招待』 南北社 1965 . NCID BN06092528
- 村松定孝共編『日本児童文学研究』  三弥井書店 1974 . NCID AN00106144
- 『少年版福翁自伝 近代日本の先覚者・福沢諭吉』 岩崎書店 1977 . NCID BA3175370X
- 山崎朋子『光ほのかなれども 二葉保育園と徳永恕』朝日新聞社 1980.ISBN 978-4390115322
- 『日本の近代文学 名作への招待』 岩崎書店 1982. ISBN 978-4265929238
- 冨田博之『復刻叢書日本の児童文学理論第1期解説』久山社　1987. ISBN 978-4906563265
- 冨田博之『児童文化叢書』大空社 1988. ISBN 978-4872360257
- 冨田博之『児童文学研究の軌跡』久山社 1988. (復刻叢書日本の児童文学理論 別巻)ISBN 978-4906563265
- 石沢小枝子共編『児童文学とわたし』梅花女子大学児童文学会 1992 . NCID BA60718564
- 『江戸期童話研究叢書』 久山社 1992. ISBN 978-4906563005
- 『自由画の黎明 熊本高工』 久山社 1993. ISBN 978-4906563500
- 『日本童謡のあゆみ』 大空社 1997. ISBN 978-4756803788
- 『児童史研究のために』 久山社 1998 (日本<子どもの歴史>叢書 別巻). NCID BA35420549
- 『叢書日本の児童遊戯』全25巻 クレス出版 2004-2005. ISBN 978-4877332020
- 山崎朋子『アジア女性交流史研究』港の人 2004. ISBN 978-4896291209
- 『日本童謡事典』東京堂出版 2005. ISBN 978-4756803788
- 山崎朋子『〈女性叢書〉出版の意味と歩み』  クレス出版 2006. ISBN 978-4877333270
- 池袋モンパルナスの会・上笙一郎・尾崎眞人著『池袋モンパルナスそぞろ歩き 〈池袋モンパルナス〉の童画家たち』2006.　明石書店 ISBN 978-4750323152

## 翻訳
- ジェームズ・ヒルトン著『学校殺人事件』  金の星社 1963ISBN 978-4488117016
- コナン・ドイル著『ドイル冒険・探偵名作全集 ブラジル猫の恐怖』 岩崎書店 1965
- 『ガンジー』 小峰書店 1966 (世界偉人自伝全集)
- マーガレット・メイ著・ヘレン・オクセンバリー（英語版）絵『ふしぎなドラゴン』 講談社 1972